# Hydroporus morio
Hydroporus morio är en skalbaggsart som beskrevs av Aubé 1838. Hydroporus morio ingår i släktet Hydroporus och familjen dykare. Arten är reproducerande i Sverige. Inga underarter finns listade i Catalogue of Life.